# Hynerpeton bassetti
Hynerpeton bassetti fou una espècie de tetràpodes carnívors. Com a molts altres tetràpodes primitius, l'hi sol referir com un amfibi, malgrat no ser un membre de la classe Amphibia. En el Devonià tardà les plantes van evolucionar a arbres i es van desenvolupar vastes extensions de boscos, la qual cosa va provocar un increment de l'oxigen atmosfèric. Hynerpeton posseïa pulmons desenvolupats, la qual cosa li permetia aprofitar les condicions regnants. Els seus pulmons possiblement tenien la forma dels sacs d'aire característics dels vertebrats moderns.